# Higuera la Real
Higuera la Real es un municipio español, perteneciente a la provincia de Badajoz (comunidad autónoma de Extremadura). Cuenta con 2.199 habitantes (2023) Su término municipal hace frontera con la provincia de Huelva por el sur y suroeste. La localidad encuentra ubicada en las estribaciones de Sierra Morena e inmersa en plena Dehesa extremeña. Su origen está en un yacimiento de origen Celta, situado próximo al municipio actual.

## Simbología

### Escudo
La simbología de Higuera la Real se compone de un escudo en cuyo interior aparece una Higuera flanqueada por dos fuentes, a este se le añade una orla de oro a su alrededor. Al timbre del escudo se ubica una corona Real.

## Geografía física
Integrado en la comarca de Sierra Suroeste, se sitúa a 99 kilómetros de la capital provincial. El relieve del municipio es de predominio montañoso, al estar definido por las primeras estribaciones de Sierra Morena. Las elevaciones más destacadas son el cerro de San Cristóbal (774 metros), al norte de la villa, la sierra del Caño (741 metros), al noroeste de la villa, el cerro Atalaya de Don Pedro (722 metros), al oeste del municipio, y Peña Garrucha (663 metros), al suroeste. La villa se sitúa en un pequeño cerro a 626 metros de altitud sobre el nivel del mar.  Respecto a los cursos fluviales, cuenta con algunos arroyos, como el arroyo del Sillo, que hace de límite por el sur con la provincia de Huelva, y el arroyo del Caño, que cruza el territorio desde el cerro de San Cristóbal hacia Encinasola. La altitud oscila entre los 774 metros (Cerro de San Cristóbal) y los 300 metros a orillas del arroyo del Sillo. 

### Límites
| Noroeste: Jerez de los Caballeros          | Norte: Jerez de los Caballeros                                       | Noreste: Fregenal de la Sierra    |
| Oeste: Encinasola (Huelva)                 |                                                                      | Este: Fregenal de la Sierra       |
| Suroeste Cumbres de San Bartolomé (Huelva) | Sur: Cumbres de San Bartolomé (Huelva) y Cumbres de Enmedio (Huelva) | Sureste: Cumbres Mayores (Huelva) |

## Historia

### Edad Antigua
Los orígenes de Higuera la Real se remontan a la existencia de un castro conocido con el nombre de Castrejón de Capote, poblado prerromano de la cuenca del Ardila, entre las poblaciones célticas del suroeste peninsular, situado a unos 7 km de la localidad. Las excavaciones practicadas han descubierto un poblado habitado entre los siglos V y I a. C.; grandes murallas de piedra, junto a los profundos barrancos del Sillo y el Álamo, protegían este castro, excepto por un extremo accesible, en el que se localiza un ancho foso y una fortaleza con torres y bastiones agrupados de hasta nueve metros de altura conservada. Las poblaciones documentales tuvieron su auge en la segunda mitad del s. II a. C., quizás bajo la tutela de un jefe, cuyo nombre celta, Ablonios, se ha conservado en varios objetos. Hacia el año 100 a. C., el poblado fue súbitamente abandonado, conservándose únicamente un centro de culto, como prueba el hallazgo de un depósito de diversas piezas romanas fechadas en el siglo I.

### Edad Media
Sin conocer con exactitud su fundación, se sabe que fue conquistada hacia 1247 ; una vez arrebatada a los musulmanes, en 1253 pasará a engrosar el territorio de Sevilla, si bien, unos treinta años después, Alfonso X "El Sabio" va a donar a la Orden del Temple el castillo de Fregenal, con su villa y término, del que Higuera formaba parte, Orden que la poseyó hasta su extinción en 1314, fecha en la que volvió a depender del Concejo de Sevilla, donde se aprobaban las propuestas de su Ayuntamiento, si bien en lo eclesiástico, quedó en el ámbito de la antigua diócesis de Badajoz.
De este modo, Higuera la Real va a compartir con Fregenal de la Sierra y Bodonal de la Sierra una misma evolución histórica desde la Baja Edad Media, teniendo como aspecto peculiar una triple dependencia jurisdiccional (en lo decimal a la Orden de San Juan de Jerusalén, en lo terrenal al Concejo de Sevilla, y en el aspecto espiritual al Obispado de Badajoz).

### Edad Moderna
En el siglo XV, favorecida por la política de repoblación de las tierras conquistadas a los musulmanes, al igual que el resto de la comarca, experimenta una etapa de expansión económica, social y artística, de la que son magníficos exponentes la iglesia parroquial de Santa Catalina y la iglesia de San Bartolomé. La pérdida de atribuciones políticas por parte del Concejo de Sevilla va a tener lugar cuando por Real Privilegio de Felipe IV, fechado en Madrid a once de julio de 1633, se le concedió, a cambio de 8.000 ducados, el título de villa, la delimitación del territorio correspondiente a su término municipal, jurisdicción autónoma en materia civil y criminal en primera instancia, y la categoría de Real, que desde entonces ostenta, en lugar del apelativo "junto a Fregenal" que indicaba su dependencia del núcleo frexnense, compartiendo únicamente con Fregenal y Bodonal lo relativo al aprovechamiento de los pastos.
Hasta ese momento, la potestad jurisdiccional recaía en manos del llamado alcalde de la Justicia, residente en Fregenal de la Sierra, y nombrado por el Asistente de Sevilla. A partir de 1633, el Concejo de la ciudad hispalense solo conservará en Higuera la Real la Dehesa del Caño y tres molinos harineros. Pero esto no significará la desvinculación total de Sevilla, a cuya Audiencia seguirá perteneciendo, al igual que dependerá de la capital andaluza en temas fiscales. Militarmente, Higuera la Real seguirá incluida en la Capitanía General de Andalucía. Sus armas son las que campean en su escudo: una higuera y dos fuentes, superado por una corona real.
El referido Privilegio de Felipe IV se conserva en el archivo municipal, a pesar de que, en la guerra con Portugal, las tropas portuguesas hicieron desaparecer sus archivos durante las numerosas incursiones realizadas en territorio higuereño. Así, en 1640 la guerra con Portugal va a traer consigo el desastre económico y administrativo en toda la comarca, siendo ésta una época de peste, sequías,... y otras incidencias, como el terremoto de Lisboa, en 1755, de graves efectos en la región, que en esta localidad llegó a interrumpir los cursos de agua, paralizando las fuentes durante más de una semana, según consta en los archivos municipales.

### Edad Contemporánea

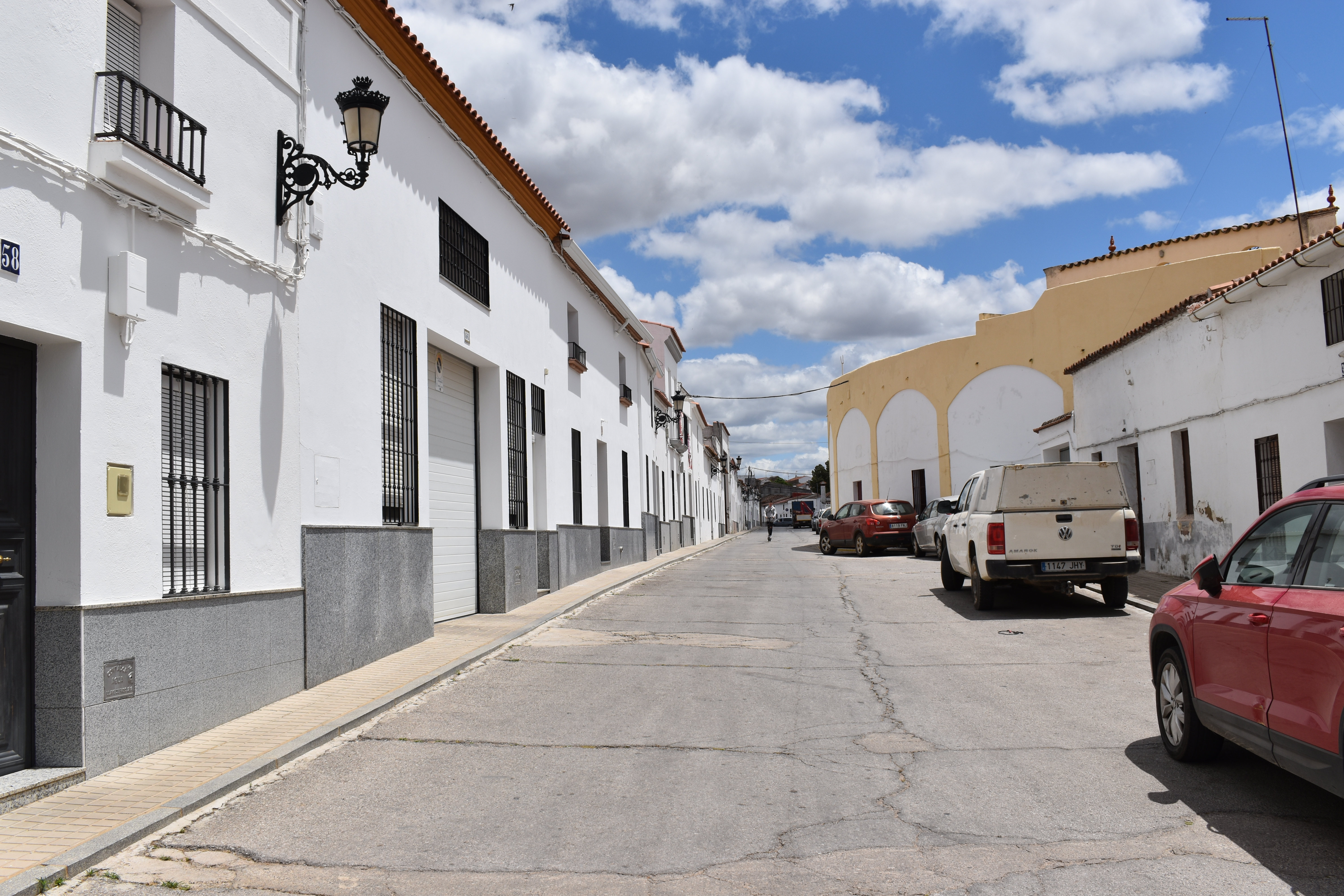
Calle Buenavista.

Frente a la organización territorial anterior de los reyes de la casa de Austria, sumamente compleja, los sucesivos gobiernos de los Borbones, en especial los de carácter ilustrado, intentarán una nueva ordenación, basada en criterios de eficacia. Estas consideraciones tendrán su plasmación práctica a finales del siglo XVIII y principios del XIX, en las reformas del ministro de Hacienda, Cayetano Soler, que va a afectar a esta zona, por ejemplo, en el cambio de la percepción de los impuestos sobre el tabaco y salinas desde la jurisdicción de Badajoz a la de Sevilla. Va a hacer este ministro una división en provincias y partidos fiscales, cuya amplitud y atribuciones no tendrían que coincidir necesariamente con los partidos establecidos en otros ámbitos, como el jurídico o político. Así, en el censo de Floridablanca de 1787, Higuera la Real aparece registrada como villa de realengo perteneciente a la Intendencia y Partido de Sevilla, sin que ello suponga contradicción con su inclusión paralela en el Partido de Fregenal.
Entre los años 1808 y 1812 la Guerra de la Independencia va a azotar de nuevo estas tierras, ocupadas por las tropas del general Ballesteros en 1811. La situación bélica impidió la realización de nuevas reformas territoriales, que solo pudieron ser contempladas como un objetivo futuro en el artículo 11 de la Constitución de Cádiz de 1812. Por su parte, el gobierno afrancesado de José I realizó en 1810 una división basada en el sistema francés de las prefecturas, por la que Higuera la Real, junto con Fregenal, Bodonal y Segura de León, se incorporó a la de Sevilla.
En 1813, tras haberse evacuado la mayor parte de las tropas francesas de la Península, las autoridades españolas consideran, llegado el momento de dar cumplimiento al art. 11 de la Constitución, para lo cual se ordena la elaboración de un proyecto de división a Felipe Bauzá. En esta división, que no pudo ser llevada a la práctica al haberse abolido la Constitución tras el regreso de Fernando VII, Higuera continuaba englobada dentro de la provincia de Sevilla. El mismo Felipe Bauzá, junto a José Agustín de Larramendi, fue encargado por las Cortes del Trienio Liberal de la elaboración de un nuevo proyecto de división, que entró en vigor en 1822, y por el cual Higuera la Real fue separada de Fregenal y Bodonal, y se incorpora a la provincia de Huelva.
Esta división provincial no tuvo mucha vigencia, siendo derogada un año después por la reacción absolutista, volviéndose a la situación anterior a 1820. El tema quedaría zanjado por Real Decreto de 21 de noviembre de 1833, por el que se estableció una última división en provincias, que se mantiene hasta la actualidad, obra del ministro de Fomento Javier de Burgos ; en ella, Higuera la Real pasó a pertenecer a la provincia de Badajoz, integrándose en el partido judicial de Fregenal de la Sierra. Durante el resto del siglo XIX y principios del siglo XX asistimos a un lento proceso de recuperación, que se verá interrumpido por la Guerra Civil y los desastrosos efectos de la postguerra.

## Demografía
Higuera la Real cuenta con una población de 2202 habitantes (INE 2024).
| Gráfica de evolución demográfica de Higuera la Real entre 1842 y 2021                                                 |
| |
| Población de derecho según los censos de población del INE. Población de hecho según los censos de población del INE. |

Tras la Guerra de la Independencia (1810-1812), la zona se fue recuperando poco a poco y durante el siglo XIX y hasta mediados del XX , donde Higuera no queda impune del éxodo rural donde es en la década de los 60 y 70 en el que se provocan las mayores migraciones hacia lugares inmersos en proceso de industrialización.

## Vías de comunicación
El término municipal está atravesado por la carretera nacional N-435 (Badajoz - Huelva) entre los pK 96 y 104, además de por carreteras locales que permiten la comunicación con Jerez de los Caballeros y Encinasola. 

## Administración y política
El ayuntamiento de Higuera la Real tiene su sede en la plaza de la constitución de la localidad.
La corporación municipal la componen once concejales, ocho del PSOE Y tres del PP, siendo el actual alcalde Juan Ramón Luna Carretero tras las elecciones del año 2023:
- PSOE

Juan Ramón Luna Carretero, alcalde.
María del Carmen Carrascal Esteban, Concejal.
Raúl Sánchez Flores, concejal.
Marta Zurita Mayal, concejala.
Antonio Francisco Toledano Millán, concejal.
Manuel Rasero Ruiz, concejal.
María Carrero Jiménez, concejal.
Manuel Cobos Ruiz, Concejal.
- PP

Antonio Ángel Esteban Martínez, Concejal.
Manuel Sánchez Carrascal, Concejal.
Alejandra viejobueno Hernández, Concejal.
| Periodo   | Nombre | Partido |
| --------- | --- | ------- |
| 1979-1983 | Luis Alberto Hernández                                                                                                   | UCD     |
| 1983-1987 | Victoriano Domínguez Hernández(hasta mayo de 1983) Juan Alfonso López Fuentes(hasta agosto de 1983) Miguel Ruiz Martínez | PSOE    |
| 1987-1991 | Miguel Ruiz Martínez | PSOE    |
| 1991-1995 | Miguel Ruiz Martínez | PSOE    |
| 1995-1999 | Miguel Ruiz Martínez | PSOE    |
| 1999-2003 | Miguel Ruiz Martínez | PSOE    |
| 2003-2007 | Miguel Ruiz Martínez | PSOE    |
| 2007-2011 | Miguel Ruiz Martínez | PSOE    |
| 2011-2015 | Miguel Ruiz Martínez | PSOE    |
| 2015-2019 | Miguel Ruiz Martínez | PSOE    |
| 2019-2023 | Miguel Ruiz Martínez | PSOE    |
| 2023-act. | Juan Ramón Luna Carretero                                                                                                | PSOE    |

## Educación
El colegio público Nuestra Señora de Guadalupe, es un centro de educación infantil y primaria dependiente de la Consejería de Educación y Cultura de la Junta de Extremadura. Se encuentra ubicado en la zona Norte de Higuera la Real, y se puede acceder a él, a través de la calle Fernández Dávila y la urbanización del Huerto Vera.

## Patrimonio

### Yacimiento arqueológico de Castrejón de Capote.

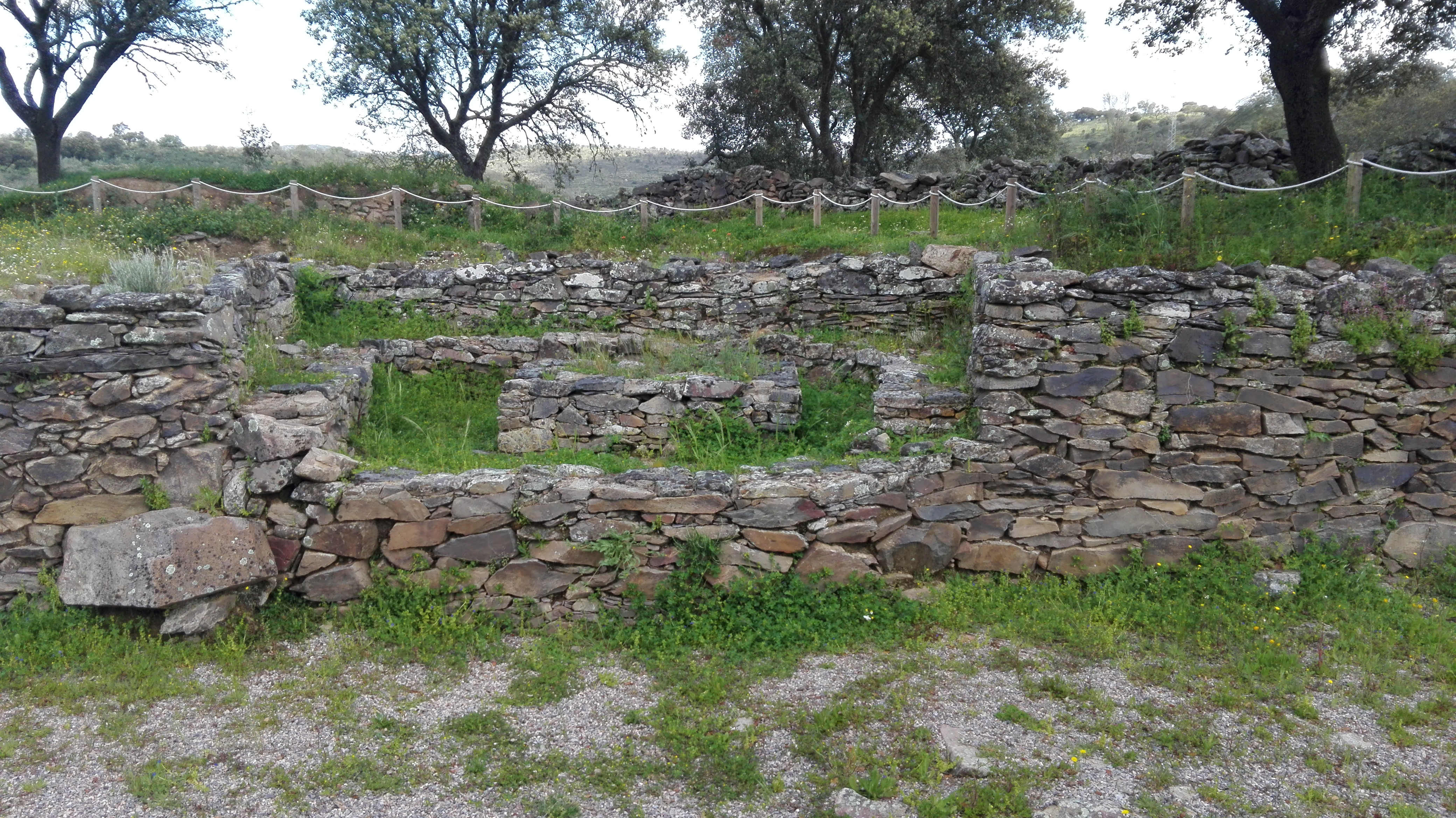
Santuario del Yacimiento Celta de Capote

Ubicado en el término municipal de Higuera la Real, justo en el límite fronterizo con Huelva. Ocupa un farfallón rocoso en la confluencia de los arroyos Sillo y Álamo. Su forma de espigón le dota de pronunciadas pendientes por tres de sus cuatro lados, lo que hace que sea un lugar de difícil acceso excepto por su extremo oriental, que lo une a un cerro a través de una estrecha franja de terreno.
Además de su topografía hay otros factores que han hecho de Capote un lugar atractivo para ser ocupado desde la Prehistoria, como la abundancia de agua, posibilidades de explotación agropecuaria y forestal del entorno, control del Sillo y Álamo, y su posición estratégica dentro de la rede de antiguas vías de comunicación entre el Suroeste y el Noroeste peninsular.
Las primeras evidencias de actividad humana se remontan al periodo de la Edad del Cobre (más de 4000 años a. C.). posteriormente han sido documentos restos de la Edad del Bronce en su fase final, de los cuales el más significativo es la “Losa de Capote” que presenta grabados característicos de las denominadas estelas del suroeste (siglo IX a. C.) Esta pieza fue posteriormente reutilizada para practicar en ella inscripciones en una antigua escritura prerromana, propia d los pobladores de la zona durante la 1.ª Edad del Hierro, dentro de una fase conocida como “Período orientalizante” (siglo VI a. C.)

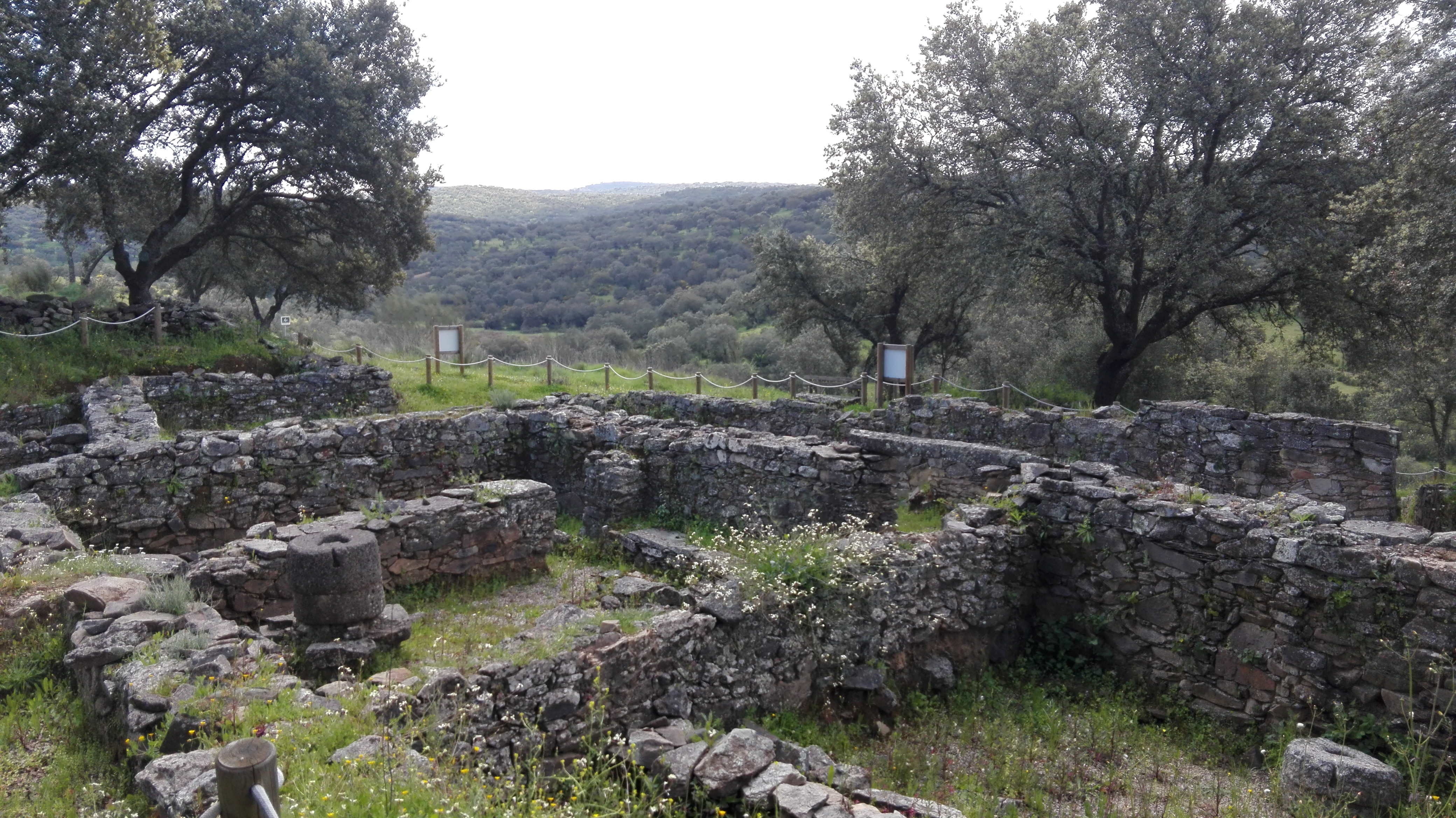
Viviendas del Yacimiento Celta de Capote

Los restos que se contemplan en la actualidad pertenecen a un asentamiento de tipo castreño fundado posteriormente y habitado entre los siglos V – I a. C. Esta fase final de ocupación del lugar es la más representativa, en la cual existieron varias fases de población.
-	Poblado antiguo (400 – 150 a. C.): a finales del s. V a. C. pobladores pertenecientes al grupo étnico de los “Célticos” se asentaron en el lugar que hoy se conoce como Castrejón de Capote. Las ventajosas condiciones defensivas naturales fueron reforzadas con la construcción de una sólida muralla alrededor de todo el poblado. En el flanco este, se abriría la puerta principal flanqueada por robustos bastiones. Delante de ella excavaron un foso de unos 11m. De anchura por 3m. De profundidad, protegido por una barrera de piedras hincadas que dificultaría el acercamiento a la muralla. 
Su urbanismo se articula en torno a una calle central que atraviesa el poblado de este a oeste, y a la que desembocan el resto de callejones que separan las distintas manzanas de casas.
En el centro del poblado se sitúa un pequeño santuario abierto a la calle central. Se trata de una estancia de piedra rodeada de un banco corrido adosado a la pared, con una mesa de piedra que haría las funciones de altar. Con motivo de las guerras de conquista romanas, el poblado sufrió una destrucción violenta que provocó su abandono temporal.

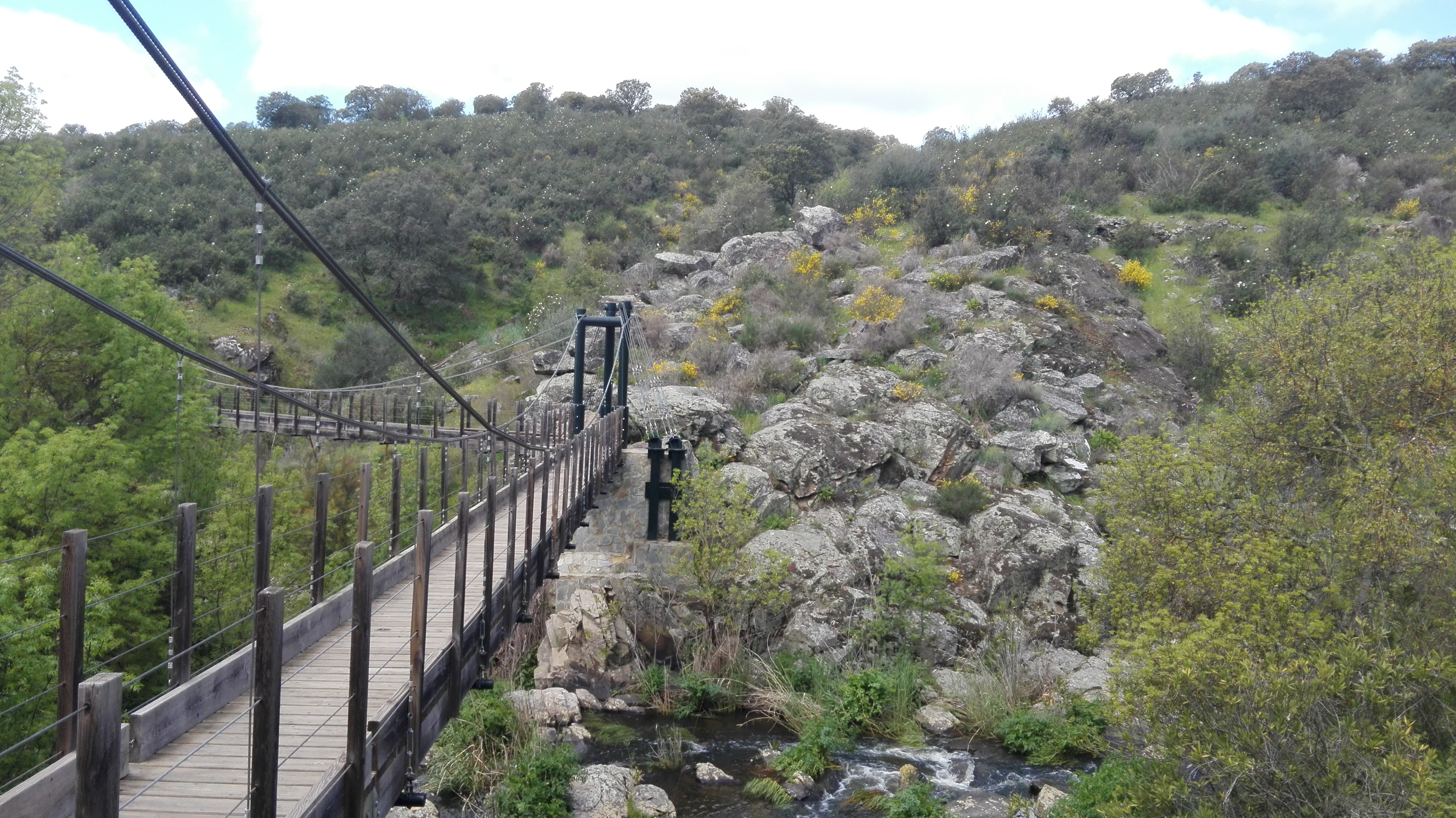
Puente y entorno natural del Yacimiento Celta de Capote

-	Poblado moderno (150 – 95 a. C.).: poco tiempo después del abandono del antiguo asentamiento, el Castrejón de Capote fue reconstruido. Esta vez se reforzaron las murallas dándoles mayor altura y construyendo torres en los puntos más débiles. Los bastiones de la puerta principal aumentaron sus defensas. El antiguo foso y el tramo de piedras hincadas fue sustituido por un murete pequeño que precedía a la puerta principal, dificultando el acercamiento de la maquinaria de asalto enemiga.
El urbanismo del poblado se reordenó siguiendo el modelo de la etapa anterior, pero esta vez la calle central se bifurcaría en dos brazos, formando una “Y” griega.
El santuario, profanado por los romanos, nunca más fue reconstruido, permitiendo que los restos de la última ceremonia se conservaran casi “intactos”, hasta que fueran descubiertos por los arqueólogos en época reciente.
Este segundo poblado fue igualmente abandonado súbitamente y de forma definitiva a inicios del siglo I a. C. Esta vez a cusa de los enfrentamientos civiles que tuvieron como escenario el suroeste peninsular durante las Guerras Sertorianas.

### Iglesia de Santa Catalina

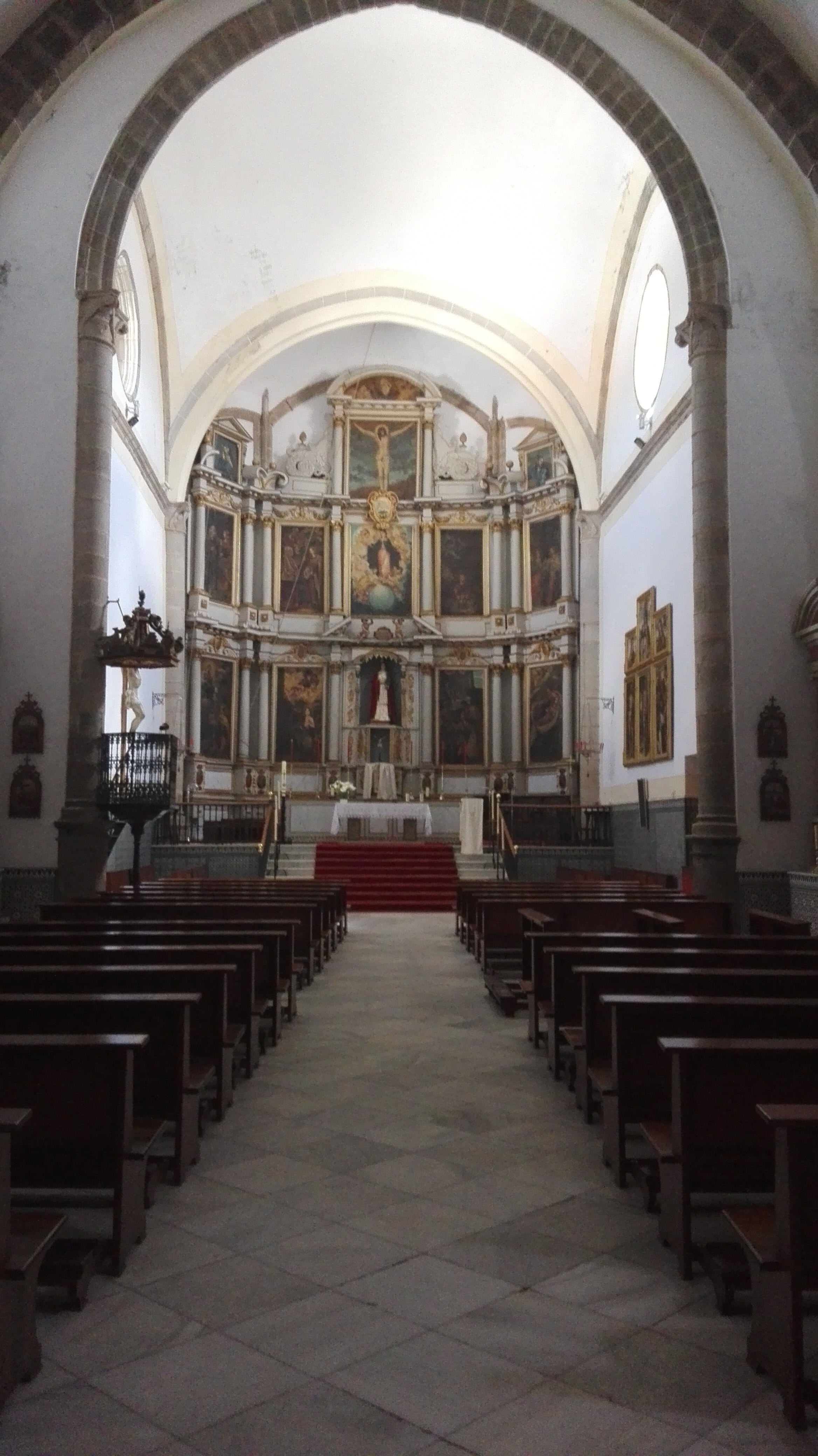
Iglesia parroquial de Santa Catalina

Situada en el centro del municipio, está levantada sobre una ermita gótica de finales del siglo XIII, aunque la construcción actual corresponde a una edificación de principios del siglo XVI. Su fábrica es de mampostería enlucida y con remates de granito en las esquinas portadas, ventanales, óculos y algunos estribos.
Se trata de una iglesia de una sola nave dividida en cinco tramos por arcos apuntados que reposan sobre pilares, adosados a éstos se encuentran las cuatro capillas de planta cuadrada a las que se acceden por arcos de medio punto y que se encuentran cerradas con rejas de forja.
Existen tres portadas de acceso, estando la de los pies cegada (puerta del perdón). La torre se encuentra a los pies del templo y alberga en su segundo cuerpo las campanas que se pueden apreciar a través de los vanos de medio punto. Un capitel piramidal del siglo XIX corona dicha torre.
En el interior del templo, el retablo que ocupa la cabecera es un conjunto de dos cuerpos y un ático que se asienta sobre su correspondiente banco y cuya ordenación es la típica de los retablos sevillanos del segundo tercio de siglo XVII. La Historia de este retablo comienza en 1626 con unos acuerdos del pueblo de Higuera, referentes al deseo de dotar a su parroquia de un nuevo retablo mayor. A ello siguió el concierto efectuado con Diego de Urbino el cual se comprometía a realizar la obra de madera, dorado y estofado del retablo. La obra pictórica sería hecha por el pintor sevillano Jerónimo Ramírez. La temática de sus pinturas, ejecutadas al óleo sobre lienzo, están dedicadas a Santa Catalina, a excepción del cuadro central del segundo cuerpo, que representa la Asunción de la Virgen, así como las pinturas del ático que son copias decimonónicas de obras del Greco y de Velázquez. Su distribución es la siguiente: en el primer cuerpo: "la aparición de Cristo a Sta. Catalina", "el martirio de la rueda dentada" "La degollación de la Santa y el transporte de su cadáver al Sinaí", en el segundo cuerpo: dos escenas referentes a la conversión de la mártir una de éstas en éxtasis y a la visita de la Emperatriz a la cárcel. Aparte hay que señalar el medio punto rebajado que corona el ático con un Padre Eterno y las pinturas del banco que, alternadamente, representan a los cuatro Evangelistas y a los cuatro Padres de la Iglesia. Entre los lienzos centrales del segundo cuerpo y el ático hay una cartela sobrepuesta con la inscripción: "Se hizo de limosnas el año 1641 y se restauró el año 1890". Los lienzos sobre la vida de la santa son una de las mejores muestras de la producción de Jerónimo Ramírez, dignas de conservar.

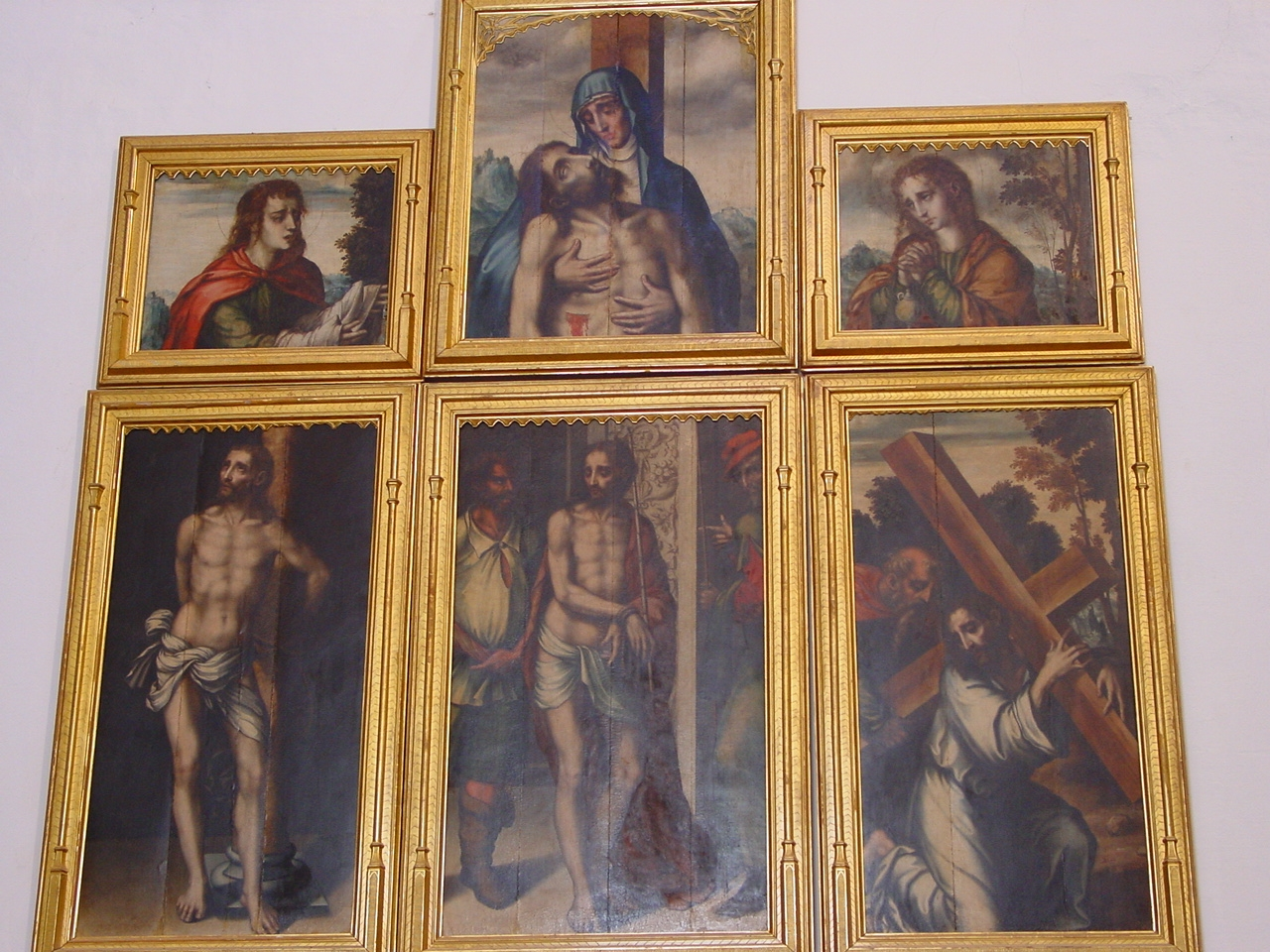
Tablas de Luis de Morales, situadas en la iglesia parroquial de Santa Catalina

Del lado de la Epístola, se encuentra un importante retablo, obra de Luis de Morales, conocido con el sobrenombre de "El Divino", pintor representado en las principales pinacotecas del mundo. Estas tablas fueron pintadas en su etapa de madurez, en un plazo de unos ocho meses aproximadamente, entre 1565 y 1566, por encargo del clérigo Ginés Martínez para la capilla que había fundado unos años antes bajo la advocación de la Pasión del Señor, y que fueron colgadas en su lugar actual después de la restauración de la parroquia, tras sufrir grandes avatares y haberse encontrado varias veces en venta. Las tablas las preparó Jerónimo de Valencia, el escultor de la sillería del coro de la catedral de Badajoz, y se pagaron por ellas 170 ducados. Ginés Martínez puso como condición que tanto los rostros como las manos de las figuras fueran obra del maestro, lo que confirma la existencia de un taller del que salían obras en serie, como es este el caso. Se compone de seis tablas con el tema de la Pasión, reflejada con una clara estética manierista, con personajes en posturas marcadamente afectadas, y envueltos en una atmósfera oscura y patética : San Juan Evangelista, Piedad, María Magdalena, Cristo atado a la columna, Ecce Homo y Cristo con la cruz a cuestas. Los dos más pequeños, San Juan y la Magdalena, se añadieron con posterioridad, puesto que, en principio, el retablo debía constar de cuatro cuadros. Esta obra fue restaurada con éxito por el artista D. Julián Jiménez en 1882.

### Iglesia de San Bartolomé
Fundación. 

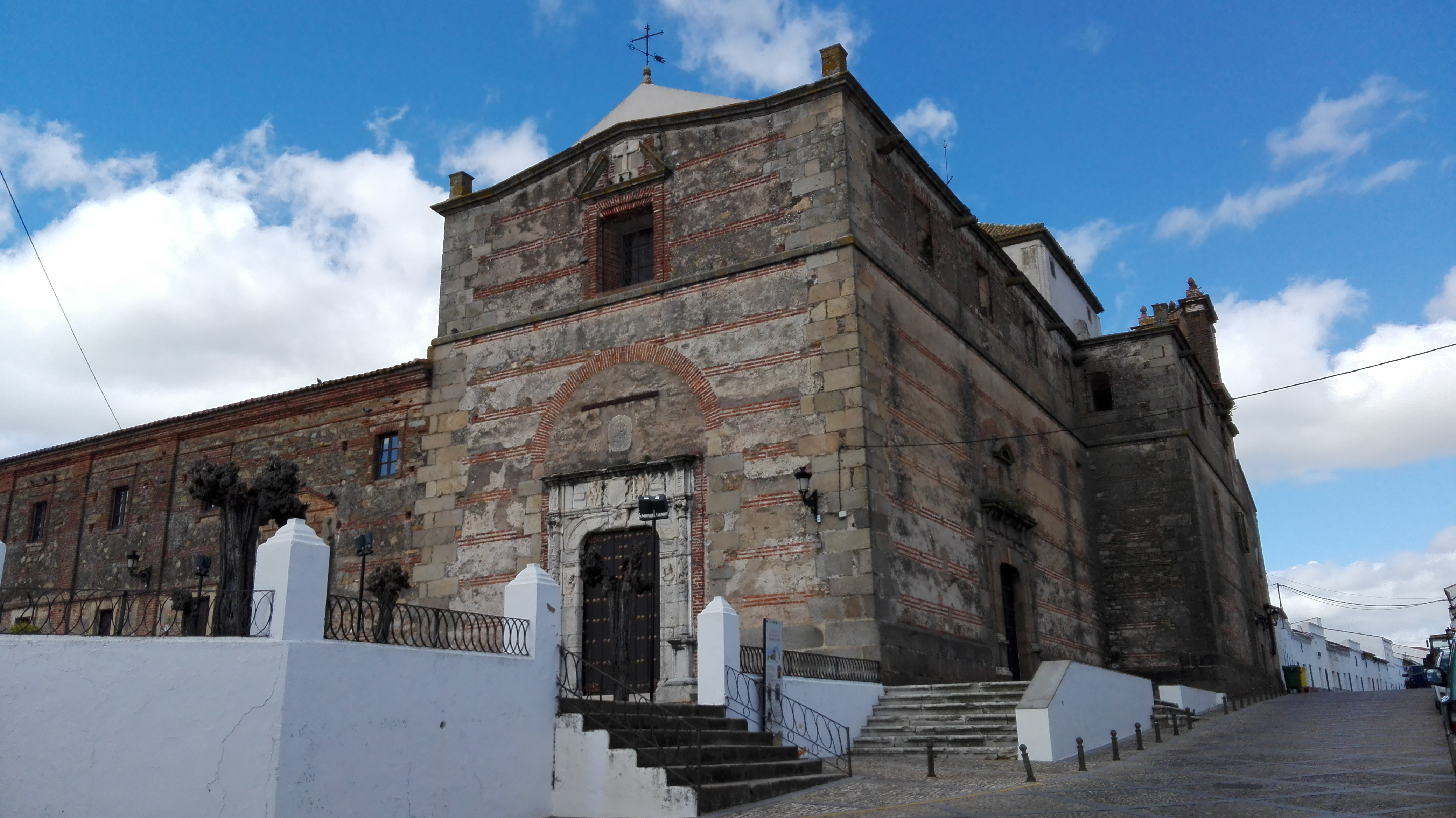
Iglesia de San Bartolomé en Higuera la Real

La iglesia de San Bartolomé está situada al Norte del casco urbano, no lejos de la parroquia de Santa Catalina, fue mandada a construir por D. Francisco Fernández Dávila (1605 – 1673), Caballero de la Orden de Santiago, en cláusula de su testamento que otorgó en la que relata que en el año 1631, navegando entre los Puertos de Callao y Perico en la Ciudad de Panamá, la nave del Almirante en la que iba embarcado naufragó. En ella llevaba gran cantidad de plata, por lo que hizo una promesa al Señor de la Humildad: si salvaba su vida y su plata, construiría una iglesia en su honor y fundaría un Colegio de Padres de la Compañía de Jesús para la enseñanza de los niños, hijos de vecinos de la villa de Higuera la Real y demás lugares comarcanos a ella.
Fundada en 1666 por don Francisco Fernández Dávila, aplicando para su mantenimiento 66.000 pesos de plata doble. Sus restos, junto a los de su esposa e hija, descansan en el templo, según señala la inscripción de su lauda sepulcral situada en el presbiterio:
ESTA CAPILLA Y ENTIERRO ES DE LOS SEÑORES D. FRANCISCO FERNANDEZ DAVILA CABALLERO DE LA ORDEN DE SANTIAGO Y DE DOÑA LVISA FERNANDEZ DE CORDOVA MARQVESA DE ARCICOLLAR SV MVGER FUNDADORES DESTE COLEGIO DE SAN BARTOLOME APOSTOL DE LA COMPAÑIA DE JHS. Y DE LA SEÑORA MARQUESA DE ARCICOLLAR Y BALDES SV IJA PATRONA DEL COLEGIO A. MDCLXXXVII.
Descripción arquitectónica.
El templo, de fábrica barroca, responde en planta y alzado a la tipología de iglesia jesuítica, de obra de mampostería con verdugadas de ladrillo. La sillería aparece en la base y en las esquinas. La portada principal, realizada en Jerez de los Caballeros es de estilo Tardorenacentista o Plateresco, compuesta por un arco carpanel y muy plano, flanqueado por columnas adornadas de grutescos, con capiteles corintios y friso adornado con estucos.
La portada del lado de la epístola presenta un vano de ingreso adintelado flanqueado por pilastras de poco resalte sobre podio y entablamento con triglifos y metopas, rematado en los extremos por pirámide y bola.
La carencia de la torre de la iglesia se disimula con el cuerpo de campanas a modo de espadaña, sobre uno y otro lado del ángulo exterior de la cabecera.
"Extinguidos los jesuitas" "recibió esta iglesia el título de real, colocándose las armas de España sobre sus puertas principales y se hizo auxiliar de la parroquia".
Interior del templo.
El interior del tempo es de una nave en forma de Cruz Latina de unos 35 metros de longitud y 8 de anchura. Está cubierta con bóveda de cañón con lunetos; los tramos se separan por arcos fajones sobre pilastras. La monumental cúpula del crucero descansa sobre pilastras de orden Dórico, mostrando así un equilibrio perfecto entere el “último Renacimiento” y el “Primer Barroco”. Igualmente, se pueden ver motivos heráldicos.
En los laterales se disponen las capillas con arco de medio punto en los vanos de acceso. Sobre ellas se levantan doce tribunas con barandillas de hierro forjado, a modo de celosías, desde las que los miembros de la Compañía asistían a los actos religiosos. La cubierta del crucero es de cúpula sobre pechinas decoradas con motivos heráldicos.  La capilla mayor es de planta rectangular, abierta a través de un arco triunfal de medio punto. 
El retablo mayor, es de estilo barroco, y su coste ascendió a 6.500 ducados, es obra de Lorenzo de Flores, del año 1678, siendo costeado por Dª Luisa Fernández de Córdoba, viuda de don Francisco Fernández Dávila. Se compone de banco, dos cuerpos, tres calles flanqueadas por columnas salomónicas y remate semicircular. Distribuidas por el retablo se encuentran varias imágenes de madera policromada del siglo XVIII, de buena factura. Del lado de la epístola se encuentra otro retablo barroco, sin dorar, del siglo XVII.  
En el costado del evangelio encontramos el retablo del Cristo de la Humildad, patrón de la villa, imagen realizada en 1533, venerada hasta el siglo XVIII en la desaparecida ermita de San Bartolomé, en el camino de Fregenal de la Sierra. El retablo en su origen estuvo dedicado en su origen a los Mártires del Japón; es obra de José de Escobar, año de 1699, que cobró 4600 reales por su trabajo. Consta de un cuerpo articulado por cuatro columnas salomónicas que encuadran las calles laterales, en las que sendas repisas acogen las esculturas de los santos jesuitas, rematadas a su vez por grandes ménsulas, al tiempo que el ático, encuadrado por pilastras, se corona con remate semicircular.
En 1677 don Tomás García de Cárdenas ordena se apliquen los réditos anuales de 1000 pesos impuestos censo, así como otra cantidad para costear "una casulla y frontal de raso morado para la ermita de San Bartolomé, en la que está colocado el Santo Cristo de la Humildad". 
Se encuentra en el presbiterio una lámpara de plata donada en 1680 por doña Luisa Fernández de Córdova. Tiene la siguiente inscripción: ESTA LAMPARA Y LA CUSTODIA QUE ESTA EN ESTA IGLESIA DIO POR SV DEBOCION AL SANTO XRISPTO DE LA YGERA LA SRA. DÑA. LUISA FDEZ DE CORDOVA VIUDA DEL SR. D. FRANCISCO DE ABILA CABALLERO DE LA ORDEN DE SANTIAGO FUNDADOR DESTE COLEGIO ANO DE 1680.
A los pies se encuentra el coro, sobre arco de medio punto y balaustrada a la nave. El órgano fue construido en 1844 por un importe de 22.000 reales.

### Ermita de Nuestra Señora del Loreto
Al oeste de la población se encuentra la ermita de Nuestra Señora del Loreto, se trata de la construcción más primitiva del municipio, ya que es de origen Templario, fundada en el siglo XIII. 
La ermita está construida en mampostería enlucida y encalada, utilizándose la silería para las esquinas y los contrafuertes de sección regular. Se trata de un edificio de una sola nave compuesta por cinco tramos con arcos fajones sobre pilastras y bóveda de cañón, a excepción de la capilla mayor, donde se encuentra la imagen de Nuestra señora de Loreto. A mediados del siglo XVI (1554) se realizan obras de remodelación que afectan sustancialmente a los volúmenes y aspecto interior del templo. Se conserva en la ermita una lámpara de plata con la inscripción DIOME BLAS RAMOS VARA NVESTRA SEÑORA DE LOETO HVUNTO A LA IGVERA DE FREXENAL AÑO 1590.
De la construcción original de ésta solo se conservan las tres portadas y la capilla mayor, cuadrada y de menor anchura que la nave, cubierta con una sencilla bóveda de crucería, el arco toral es apuntado. La portada de los pies es de arco apuntado con arquivolta y jambas enmarcada en un alfiz. La última arquivolta da lugar a un arco conopial rematado por una cruz. La portada del lado del Evangelio, de arquitectura protogótica, es de arco apuntado con arquivoltas y jambas, enmarcada en un alfiz. Del lado de la epístola se encuentra otra portada, ésta cegada, de arco carpanel.
Corona la fachada un cuerpo de campanas con un vano de medio punto en cada lado, sobre el que aparece un chapitel poligonal de mampostería cubierto por azulejos.

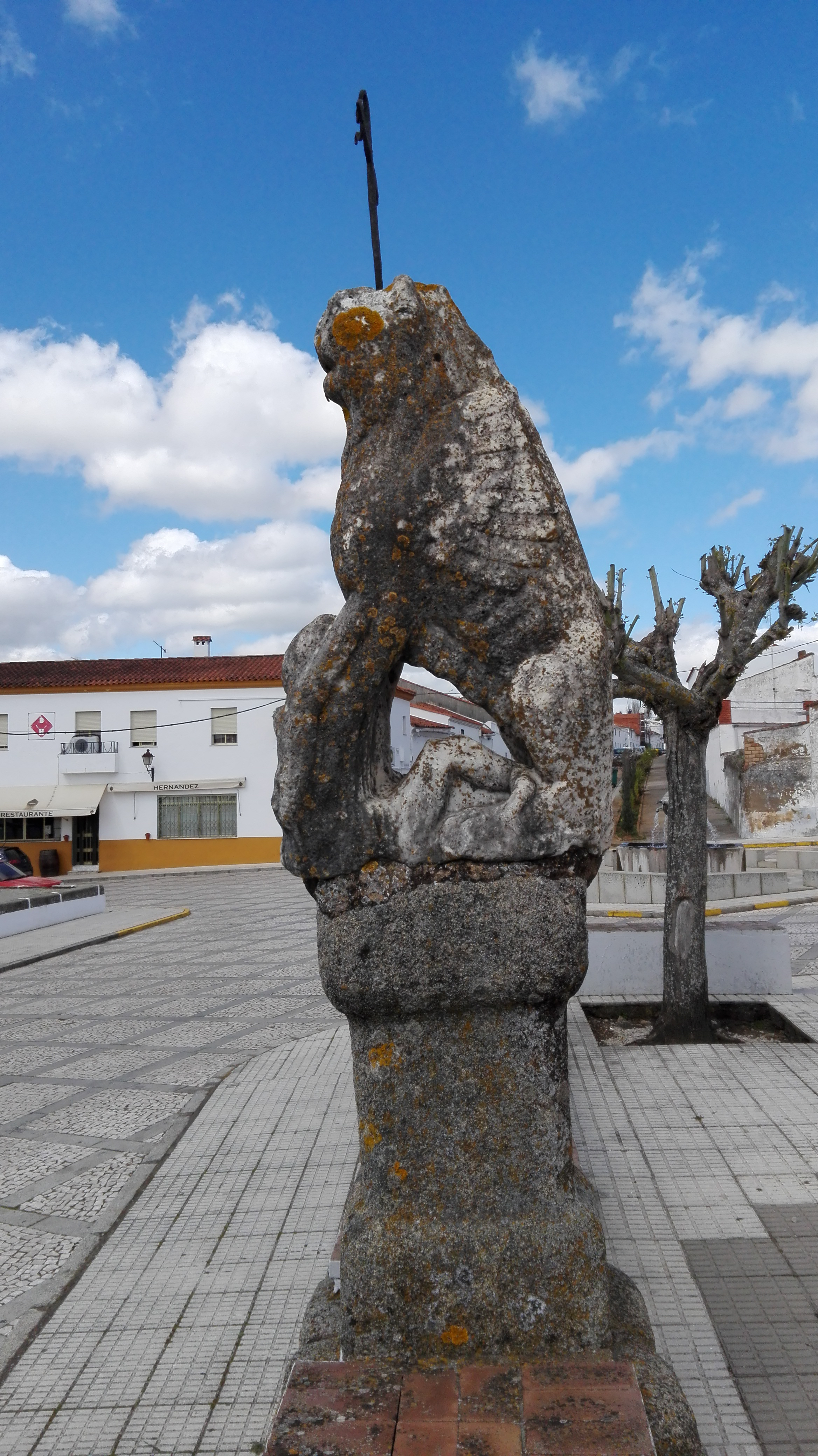
Vista lateral de "La Mamarracha"

### La Mamarracha
Frente a la ermita de Ntra. Sra. del Loreto se encuentra una escultura realizada en mármol blanquecino, esculpida en un solo bloque con una altura de 1,37m. Dicha escultura es conocida popularmente como “La Mamarracha”. La escultura probablemente data de los siglos I o II ya que este tipo de figuras se extienden considerablemente en época romana.
Se trata de una figura compuesta por un grifo (criatura mitológica parte superior animal alado, parte inferior leona), el cual posee barba, alas, cresta en la espalda y mamas, y una figura humana (un niño o una niña). El grifo se encuentra sentado sobre sus patas traseras, manteniendo las delanteras de forma erguidas, y debajo se encuentra la figura humana. Remata el conjunto una Cruz de Santiago, de hierro forjado, de factura posterior.
La ubicación de la escultura se encuentra actualmente frente a la puerta de la iglesia de Ntra. Sra. De Loreto. Mirando a la plaza donde se encuentra el lavadero público. Se sitúa sobre un ara de granito en la que se lee la fecha, 1909, ésta sirve de base para el grifo y fue la fecha en la que se colocó en el lugar actual.
En cuanto a su función no ejerce una función depredadora respecto a la figura humana, si no de protección frente a posibles enemigos.

### Ermita de Nuestra Señora del Socorro
Ermita situada en la plaza del Socorro de la que se tienen datos de su existencia desde el 1680 y está dedicada principalmente al culto de Nuestra Sra. Del Socorro.
Presenta fábrica de mampostería enlucida y encalada. La portada principal tiene arco apuntado encuadrado por un alfiz. Corona la fachada una espadaña con un vano de medio punto. El interior es de una nave de cuatro tramos cubiertos con bóveda de cañón reforzada por fajones y contrafuertes exteriores de sección rectangular. La capilla mayor, de planta cuadrada, se cierra con cúpula manifiesta al exterior por un cimborrio con linterna donde alberga la imagen de la titular, de madera policromada, de factura discreta. A los pies, del lado de la epístola, se encuentra un capitel romano que, ahuecado, sirve de pila de agua bendita.
Durante los días 14 y 15 de agosto se celebra una popular verbena en honor a Ntra. Sra. del Socorro, donde también recorren las calles de la zona las “Danzantas”, una tradición recuperada gracias al testimonio de una anciana vecina de la localidad compuesto por ocho mujeres ataviadas de camisa blanca y falda con tiras de colores y un tamborilero con gaita.

### Centro de interpretación del Cerdo Ibérico (CICI)

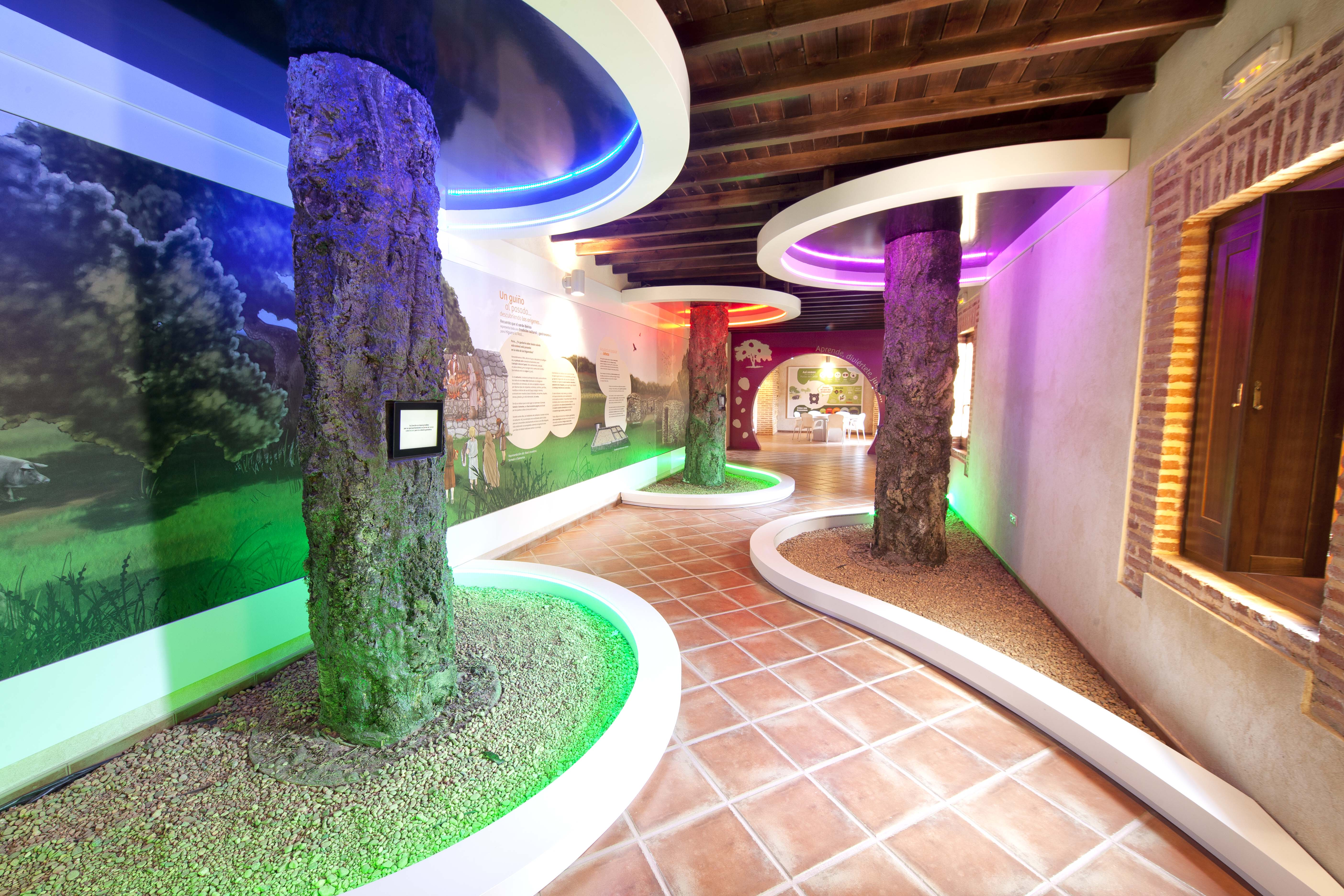
CICI DEHESA

Situado en la planta superior del Centro Cultural Claustro Jesuítico, entre el paseo del Cristo y la calle Fernández Dávila. 
Se muestra a través de un espacio vanguardista e innovador, el modo de vida y cultura en torno al cerdo Ibérico. Donde se pretende reflejar una imagen global de la identidad etnográfica en Higuera la Real, a través de uno de los ecosistemas mejor conservados del mundo, como es la dehesa extremeña, en el cual los pobladores de estas tierras han logrado alcanzar la sintonía entre el aprovechamiento ganadero, agrícola y forestal junto con la conservación de este medio natural. 
Es en estas dehesas, donde tiene lugar la crianza del Cerdo Ibérico, animal que desde tiempos lejanos está ligado a la cultura local. Por lo tanto se pretende dar a conocer al visitante la morfología de dicho animal, su alimentación, modo de vida y por supuesto el conocimiento del proceso de elaboración de un producto tan preciado como es el Jamón Ibérico de Bellota.

### Molinos Harineros
A pesar de que las circunstancias concretas de la construcción de los molinos harineros son aún desconocidas, su similitud con otros molinos de Al-Ándalus nos lleva a una procedencia árabe, y a una fecha de construcción comprendida entre los siglos X y XIII, momento en el cual se produce el uso generalizado de los molinos de agua, así como la incorporación de mejoras de mejoras técnicas que aumentarán su producción.
Se trataba de 28 molinos construidos todos casi en línea recta, de los cuales como cita Pascual Madoz en 1847 en su diccionario geográfico “…muelen 22 molinos harineros, construidos todos casi en línea recta, formando una especie de calle y a distancia de 2 tiros de bala o 3 de unos a otros…”. Estos encuentran en relativo buen estado de conservación, tres más se encuentran casi derruidos y quedando prácticamente en los cimientos, ya que dejaron de estar en uso con anterioridad al siglo XIX, debido probablemente a que su productividad era menor al encontrarse en terrenos con poca pendiente, lo que implica que el cubo también sea de menor tamaño.
Las primeras referencias de ellos se encuentran en el año 1570, en los escritos que D. Juan de Mal Lara publicó con motivo de la visita del Rey Felipe XI a la ciudad de Sevilla, en estos escritos referentes a Higuera la Real destaca la importancia de los molinos, su número e incluso la propiedad de algunos de ellos.
De su importancia en la zona dan fe las ordenanzas fiscales de 1665, que obran en Fregenal de la Sierra. En su título séptimo aparecen citados los molinos de Gargallón, a los que se dedican 12 capítulos, en los cuales se regula el peso del trigo y harina, así como el acarreo de trigo de las casas particulares a los molinos y viceversa. Esto da idea de la importancia económica que tenían en la época, y la preocupación de las autoridades por evitar el fraude, ya que se trataba de un alimento de primera necesidad.
Los molinos siguieron suministrando harinas a la población hasta principios del siglo XX, cuando su importancia fue decayendo con la aparición de nuevos elementos tecnológicos que frenaron la actividad de los molinos y solo se mantuvieron en funcionamiento algunos que se utilizaban en la producción de piensos para el ganado.
Los molinos reanudaron su actividad en 1940 una vez terminada la guerra civil ante la escasez de alimentos que asolaba España, donde las cartillas de racionamiento estaban a la orden del día, siendo el estraperlo su actividad principal. Cerraron definitivamente a finales de los años 50.
Hoy día, algunos de los Molinos guardan su estructura y se encuentran en condiciones que nos perite imaginarlos como eran.

## Fiestas
- Cabalgata de Reyes, 5 de enero, con gran fama en la comarca, las cabalgatas de los tres Reyes Magos van acompañadas por otras cabalgatas engalanadas por vecinos/as de la localidad.
- Semana Santa, donde además de las procesiones, el sábado Santo tiene lugar la “Rotura del Telón” que cubre el retablo mayor.
- Romería de San Isidro, que se celebra cada año el fin de semana más próximo al 15 de mayo.
- Festivales de verano, tienen lugar durante el mes de julio con actuaciones de grupos folclóricos y actuaciones teatrales y musicales.
- Fiesta de Ntra. Sra. Del Socorro 14 y 15 de agosto.
- Día de San Bartolomé, 24 de agosto, con la salida y quema de “El Demonio”.
- Fiesta de Ntra. Sra. Del Loreto 7 y 8 de septiembre.
- Ferias y Fiestas en Honor al Cristo de la Humildad, patrón de la población, que se celebra el día 14 de septiembre.
- Fiestas de Ntra. Sra. Del Rosario se celebran el Fin de semana más próximo al 7 de Octubre.
- Matanza tradicional del Cerdo ibérico. Evento de periodicidad bianual que trata de poner en valor la cultura local que gira en torno a dicho animal.

## Gastronomía
El ecosistema extremeño, especialmente el de la sierra, es idóneo para la cría del cerdo ibérico, que pasta entre encinares y alcornocales, alimentándose de bellotas durante la montanera. El del cerdo se ha mostrado como el sector más importante de la industria higuereña. Por "matanza" se entiende el conjunto de operaciones destinadas al sacrificio del cerdo y a la elaboración de los productos de él obtenidos. La matanza tradicional, además de servir de sustento a los miembros de la familia, supone una expresión del nivel económico y social de esa familia, en función de los cerdos que sacrifique, y de lo grandes que sean estos.
También puede apreciarse una división del trabajo en función del sexo, de modo que los hombres se van a dedicar a manipular la máquina de embutir, al salado de los jamones, mientras que las mujeres se ocupan de atar los embutidos, etc.
La época de matanzas abarca los últimos meses del otoño y los primeros del invierno, siendo el mes de diciembre el más propicio.
Normalmente, se dedican dos o más días a la matanza, ya que requiere muchos preparativos de útiles, como cuchillos, artesas, baños, máquinas de embutir y picar carne, etc. Entre los participantes en la matanza, familiares, amigos y vecinos, se genera una atmósfera muy agradable, comiendo, bebiendo y compartiendo risas. El día de la matanza, al alba, se saca al cerdo de la pocilga y entre varios hombres le sujetan por las extremidades para subirlo a la mesa mantequera (banco ancho y bajo) que es donde se sacrifica al animal. Esta tarea, si no existe ningún experto, es realizada por el "matachín" o matarife. Mientras, se va removiendo la sangre del animal que va cayendo sobre un caldero.

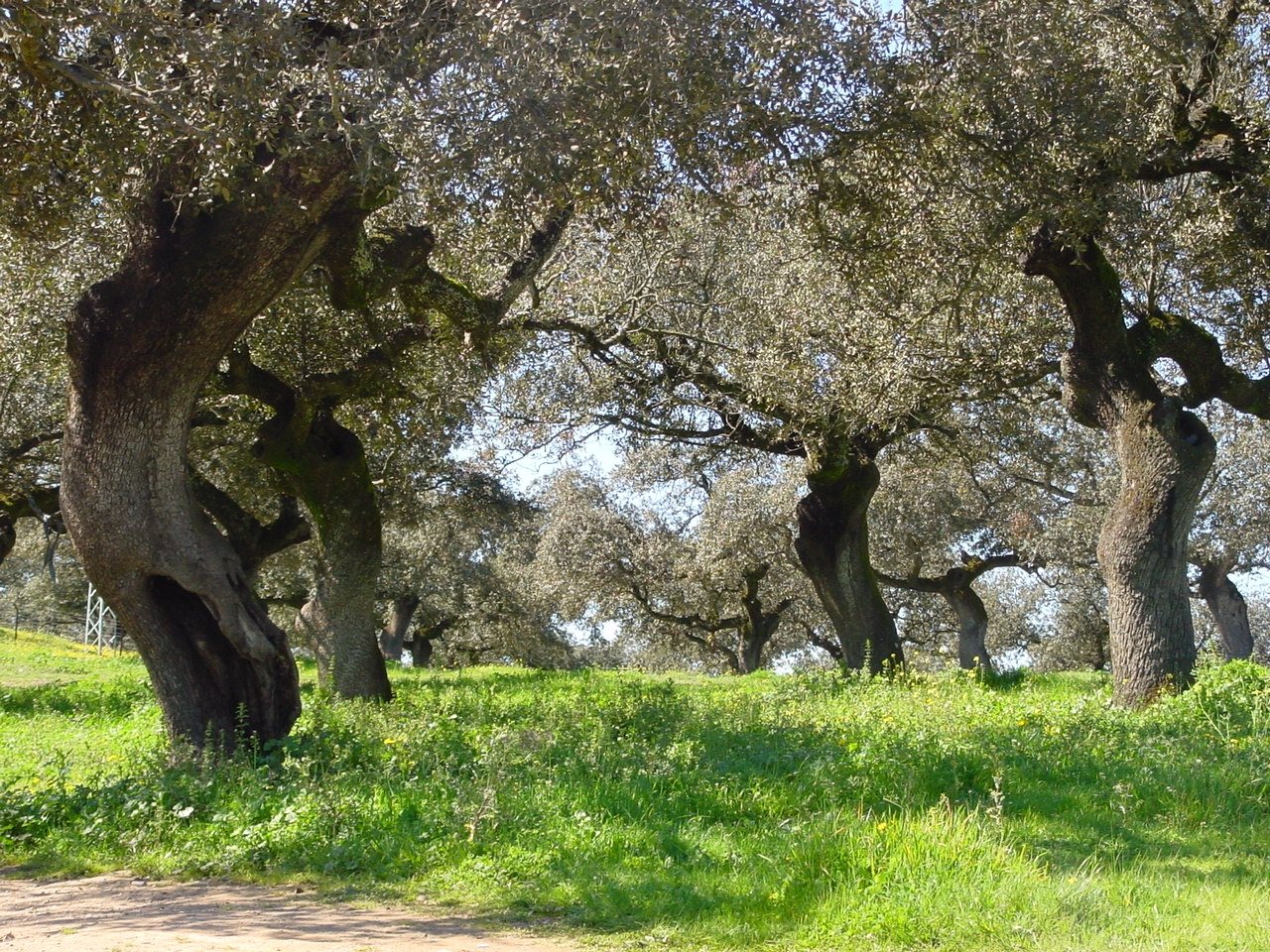
Imagen típica de Dehesa Extremeña en Higuera la Real

Tras esto, se lleva a cabo el "socarrado", que consiste en quemar el pelo del cerdo por medio de escobas o plantas secas en combustión.
El veterinario examina algunas muestras, sobre todo la lengua, para asegurarse de que no está infectado de triquinosis, dando su autorización para el consumo.
Una vez descuartizado el cerdo, se pica la carne, procediendo a guisarla en grandes baños y artesas de madera; los guisos de lomos y salchichones ocupan recipientes de barro. Los embutidos se irán colgando por tandas, separando los lomos, los salchichones, los colgajos de chorizos, morcillas, etc. En las casas se suelen guardar en bodegas, alacenas o en grandes cocinas, en las que van ahumándose bajo las campanas de las chimeneas. Estos productos serán consumidos a lo largo de todo el año.

## Deportes

### Instalaciones deportivas
Actualmente Higuera la Real, cuenta las siguientes instalaciones deportivas en el municipio:
Instalaciones Municipales de la Chácara:
- Campo de fútbol de Césped artificial.
- Pabellón polideportivo.
- Pista de tenis de superficie dura.
- Dos Pistas de pádel de suelo de césped artificial (una de ellas techada).
- Piscina municipal, con una piscina para adultos (25 m x 12,5 m), y otra infantil.

Instalaciones del gimnasio municipal Manuel Rasero:
- Dos Salas multiusos donde se practican diariamente  (kárate, Aerobic, gimnasia de mantenimiento…).
- Sala de Musculación.

### Entidades deportivas
Club de Karate Oaki
El Kárate goza de gran popularidad en Higuera la Real ya que cuenta con uno de los clubes más laureados de toda Extremadura, este club nace de la mano de José Boza Chaparro, actualmente vicepresidente de la Federación Extremeña de Kárate, siendo en la actualidad quinto Dan de Kárate estilo Shito Ruy, además de primer Dan en TaiJitsu.
En el club Oaki se encuentran federados algunos de los deportistas más exitosos a nivel regional y nacional, tales como Manuel Rasero Ruiz, Luis Francisco Rasero Ruiz o Ana Rodríguez Rodríguez. Además destaca por ser el club que mayor número de medallas nacionales e internacionales ha aportado a la Federación Extremeña de Kárate:
En campeonatos de España:
- 23 Oros.
- 10 Platas.
- 9 Bronces.

En campeonatos de Europa:
- 1 Oro.
- 1 Bronce.
- 2 quintos puestos.

En campeonatos del Mundo:
- 1 Oro universitario.
- 1 quinto puesto.

Durante la temporada 2014/2015 el club aportó a su palmarés 111 medallas en competiciones regionales, nacionales e internacionales.
Además la Selección Española de Kárate se nutre de deportistas del club Oaki, de entre sus convocados, en 2015 ha contado con:
- 1 convocado (Sénior) para el campeonato de Europa de Kárate.
- 1 convocado para los Juegos Europeos de Bakú.
- 1 convocado (Cadete) para el mundial de Kárate de Indonesia.
- 3 convocados (Cadete) para el campeonato de Europa de Kárate.

En la actualidad en dicho club se imparten clases de kárate en todos los niveles, desde pre-kárate hasta clases para adultos.